# Talariga
Talariga är ett släkte av fjärilar. Talariga ingår i familjen nattflyn.
Kladogram enligt Catalogue of Life:
| Talariga | \| \| Talariga albomacula \| \| \| \| \| \| Talariga capacior \| \| \| \| |
|          | \| \| Talariga albomacula \| \| \| \| \| \| Talariga capacior \| \| \| \| |
|          | Talariga albomacula                                                       |
|          |                                                                           |
|          | Talariga capacior                                                         |
|          |                                                                           |